# Linda Evangelista
Linda Evangelista, född 10 maj 1965 i Saint Catharines, Ontario, Kanada, är en kanadensisk fotomodell. Hon har italienska föräldrar.